# Jack Scott (syndicaliste)
Jack Scott, né le 12 mai 1910 à Belfast et mort le 30 décembre 2000 à Vancouver, est un syndicaliste, membre du Parti communiste canadien. De son expérience d'activiste et de militant, il en tire plusieurs essais sur la classe ouvrière et les luttes de classe au Canada.

## Biographie
Jack Scott est né dans une famille ouvrière de Belfast d'un père ébéniste et d'une mère ouvrière à la manufacture de tabac Gallagher, l'un et l'autre membres d'une église dissidente du protestantisme Orangiste. Dans son autobiographie, Jack Scott revient sur le contexte difficile et violent de la guerre civile irlandaise entre pro et anti-traités et entre Catholiques et Protestants, dans lequel il a passé la première partie de sa jeunesse. Sa sœur également cigaretière immigre la première, Jack Scott un moment docker, puis boulanger, quitte à son tour l'Irlande à dix-sept ans et arrive à Québec en mai 1927 et obtient sans peine la nationalité canadienne. Jack Scott gagne assez tôt Montréal où il exerce plusieurs métiers au cours desquels il développe une activité de syndicaliste, au cœur de la Grande Dépression. Il entre au Parti Communiste Canadien en 1931 alors qu'il travaille à Chatham (Ontario). 
En 1941, après la rupture du pacte Pacte germano-soviétique, Jack Scott s'engage en tant que volontaire dans l'Armée Canadienne où il est caporal instructeur jusqu'à son embarquement pour l'Europe en 1944. Il met le pied en France à Bernières sur Mer le lendemain du débarquement. Jack Scott participe activement aux combats dans le Nord de la France, en Belgique et en Hollande et est décoré de la Croix de Guerre Française pour bravoure au combat,.
De retour au Canada, Jack Scott s'installe dans l'Ouest du Canada et travaille dans l'activité minière. Il devient membre du syndicat des Mines et Fonderie Canadien. Dans les années 60, Jack Scott devient de plus en plus critique sur l'activité du Parti et en est finalement expulsé en 1964 "pour activité factieuse" après avoir pris parti pour le régime de Mao lors des événements qui amènent dans les années 60 à la Rupture sino-soviétique. Il fonde alors un comité d'amitié Sino-Canadien (Canada-Chinese Friendship Society) et fait plusieurs voyages en Chine en tant que représentant de ce comité. Il est également en novembre 1964 l'un des fondateurs du Mouvement Progressiste des Travailleurs (Progressive Workers Movement qui deviendra ultérieurement le Red Star Collective).   
N'ayant pas fait d'études, Jack Scott écrit en autodidacte et publie plusieurs essais aux éditions New Star Books. A partir de 1970, il se retire de toute activité industrielle et ne tire plus ses moyens de subsistance que de la vente de ses livres. Scott écrit sur les relations entre les travailleurs et les syndicats, l'influence des syndicats étatsuniens et celle des Woblies de l'IWW, sur la lutte des classes et le racisme au Canada depuis la création du pays. Dans les années 80, Jack Scott continue de travailler à la coopérative Spartacus Group et prend toujours part aux mouvements de protestation des Travailleurs de Colombie Britannique.    
Jack Scott poursuit son activité d'écriture jusqu'à sa mort à 90 ans le 30 décembre 2000.     

## Œuvres
Jack Scott est l'auteur d'essais sur le travail, la lutte des classes et la classe ouvrière canadienne : 

### Ouvrages
- Scott Jack (1974). Sweat and Struggle ; Working Class Struggles in Canada. 1789-1899. 1. New Star Books.
- Scott, J. (1975). Plunderbund & Proletariat : A History of the IWW in B.C. New Star Books.
- Scott, Jack (1978). Canadian workers, American unions : How the American Federation of Labor took overs Canadian unions. Vancouver, B.C. : New Star Books. http://archive.org/details/canadianworkersa00scot
- Scott, J. (1978). Yankee unions, go home : How the AFL helped the U.S. build an empire in Latin America. Vancouver : New Star Books. http://archive.org/details/yankeeunionsgoho0001scot
- Scott, J. (1988). A communist life : Jack Scott and the Canadian workers movement, 1927-1985. St. John’s, Nfld. : Committee on Canadian Labour History. https://archive.org/details/communistlifejac0000scot

### Articles et chapitres d'ouvrages
- Scott, J., & Howard, R. (1972). International unions and the ideology of class collaboration. In International unions and the ideology of class collaboration (p. 67‑88). University of Toronto Press. https://doi.org/10.3138/9781487583897-005